# Rusty Lake: Roots
Rusty Lake: Roots è un videogioco rompicapo d'avventura ideato e sviluppato dalla Rusty Lake e pubblicato il 20 ottobre 2016.

## Trama
È la fine del diciannovesimo secolo e la vita di James Vanderboom cambia drasticamente quando decide di piantare un seme speciale nella casa che ha ereditato, dovrai aiutarlo a far crescere il suo albero genealogico sbloccando i dipinti della sua famiglia nel corso degli anni.

## Accoglienza
| Testata                        | Giudizio |
| ------------------------------ | -------- |
| Metacritic (media al 6-5-2018) | 75/100   |
| PCWorld                        | 80/100   |
| Gamezebo                       | 4.5/5    |

PCWorld dichiara: "Questo capitolo è un eccellente seguito di Rusty Lake Hotel, più grintoso, più cupo e più raccapricciante che mai. I videogiochi della Rusty Lake si stanno rapidamente classificando come la mia serie punta e clicca preferita dell'era moderna, con un'audace fiducia alla base del loro mondo non convenzionale e inventivo."